# Ngamimeer
Het Ngamimeer bevindt zich ten noorden van de Kalahariwoestijn, in het gebied van het huidige Botswana. Het meer wordt een deel van het jaar gevoed door de rivier de Okavango (via de Okavangodelta) en door de Taughe. Het meer is een van de gefragmenteerde restanten van het oude Makgadikgadimeer. Hoewel het meer vanaf 1890 drastisch geslonken is, vormt het nog steeds een belangrijke habitat voor veel vogels en wild.
In de 19e en 20e eeuw werd het meer bezocht door verschillende bekende personen. Zo werd het in 1849 beschreven door David Livingstone als een glimmend meer, zo'n 80 mijl lang en 20 breed. Livingstone noteerde ook een aantal culturele observaties, over de opmerkelijke bewoners van het gebied. Zij kenden een verhaal dat vergelijkbaar was met dat van de Toren van Babel, met het verschil dat de hoofden van de bouwers in deze versie gebroken waren door de val van de steigers (Missionary Travels, hoofdstuk 26).
Charles John Andersson publiceerde in 1855 Lake Ngami; or, Explorations and Discoveries during Four Years' Wandering in the Wilds of Southwestern Africa. In de eerste jaren na 1850 bezocht ook Frederick Thomas Green het gebied. Frederick Lugard leidde een Britse expeditie naar het meer in 1896. Arnold Weinholt Hodson kwam door het gebied op zijn route van Serowe naar de Victoriawatervallen.